# Chrysocharis nigricrus
Chrysocharis nigricrus är en stekelart som först beskrevs av Thomson 1878.  Chrysocharis nigricrus ingår i släktet Chrysocharis och familjen finglanssteklar. Arten är reproducerande i Sverige. Inga underarter finns listade i Catalogue of Life.